# Ыджид-Ёльвож
Ыджид-Ёльвож — река в России, протекает по территории Троицко-Печорского района Республики Коми. Устье реки находится в 36 км по правому берегу реки Укъю. Длина реки составляет 10 км.
Река берёт начало на Северном Урале, южнее горы Маньхамбо (560 м НУМ). Река течёт на юго-восток, течение носит горный характер, всё течение проходит в ненаселённой холмистой тайге на территории Печоро-Илычского заповедника. Ширина реки на всём протяжении не превышает 10 метров.

## Данные водного реестра
По данным государственного водного реестра России относится к Двинско-Печорскому бассейновому округу, водохозяйственный участок реки — Печора от истока до водомерного поста у посёлка Шердино, речной подбассейн реки — Бассейны притоков Печоры до впадения Усы. Речной бассейн реки — Печора.
По данным геоинформационной системы водохозяйственного районирования территории РФ, подготовленной Федеральным агентством водных ресурсов:
- Код водного объекта в государственном водном реестре — 03050100112103000058631
- Код по гидрологической изученности (ГИ) — 103005863
- Код бассейна — 03.05.01.001
- Номер тома по ГИ — 03
- Выпуск по ГИ — 0